# Neocolpoptera nemonticolens
Neocolpoptera nemonticolens är en insektsart som beskrevs av Caldwell och Martorell 1951. Neocolpoptera nemonticolens ingår i släktet Neocolpoptera och familjen sköldstritar. Inga underarter finns listade i Catalogue of Life.